# Поповский сельский совет (Миргородский район)
Поповский сельский совет (укр. Попівська сільська рада) — входит в состав Миргородского района Полтавской области Украины.
Административный центр сельского совета находится в
с. Поповка.

## Населённые пункты совета
- село Поповка
- село Великая Гремячая
- село Малая Гремячая